# Рукавишников, Митрофан Михайлович
Митрофан Михайлович Рукавишников (1864—1911) — русский меценат из рода нижегородских купцов.

## Биография
Родился 1 января 1864 года[по какому календарю?] в семье Михаила Григорьевича Рукавишникова, железного магната, монопольного поставщика железа и стали.
Как и остальные дети, после смерти отца унаследовал около 4 миллионов рублей, которые использовал для меценатства и благотворительности. Инвалид с детства — оплошность кормилицы, уронившей младенца, из-за чего у него вырос горб. Был знаменит своими скандальными, сумасбродными выходками и щедрой благотворительностью.
На его средства в 1883 году была отремонтирована с устройством двух приделов, построенная в 1831 году Алексеевская церковь Благовещенского монастыря
В 1890—1911 годах — председатель совета «Братства святых равноапостольных Кирилла и Мефодия, просветителей славян», учреждённого в 1870 году при участии М. Г. Рукавишникова для вспомоществования бедным ученикам Нижегородской гимназии. Братство предоставляло ученикам жильё в своём общежитии и в подысканных квартирах, платило за обучение, бесплатно предоставляло учебные пособия, одежду и обувь, оплачивало медицинскую помощь.
В 1863 году он пожертвовал для братства книг на 112 рублей. Поддержал идею об устройстве в здании гимназии храма во имя святых Кирилла и Мефодия и приобрёл дом в Грузинском переулке (сейчас это НИИ эпидемиологии и микробиологии) для устройства в нём общежития для воспитанников. Дом был отремонтирован и меблирован; на все этажи была проведена вода, очищенная фильтрами, действовала хорошая вентиляционная система. Чтобы учащиеся могли заниматься музыкой и гимнастикой, Митрофан Рукавишников подарил гимназистам две фисгармонии и гимнастические снаряды. В 1894 году на его же средства при общежитии был заложен храм во имя Кирилла и Мефодия (архитектор П. С. Бойцов).
Особняк, в котором жил М. М. Рукавишников в народе получил название «Музей» - из-за того, что он держал в нем коллекцию живописи, в которой были уникальные полотна фламандской школы, работы А. П. Боголюбова («Замок Св. Ангела в Риме», 1859), В. М. Васнецова («Ковёр-самолёт»), И. Н. Крамского («Дама под зонтиком», 1883), И. К. Айвазовского, К. Е. Маковского, А. И. Куинджи; антиквариат — скульптура, старинные гобелены и другие предметы искусства. Интересовавшегося его коллекцией человека и желающего взглянуть на неё, хозяин радушно приглашал в гости и лично проводил небольшую экскурсию.
В 1905 году вместе с братьями финансировал строительство Дома трудолюбия им. Михаила и Любови Рукавишниковых (архитектор П. А. Домбровский). В 1908 году он подарил Российскому обществу Красного Креста усадебный земельный участок на Верхне-Волжской набережной и выделил 200 тыс. рублей для строительства хирургической больницы. За щедрую благотворительность он был награждён несколькими орденами (Св. Владимира 4-й ст., Св. Анны 2-й и 3-й ст., Св. Станислава 3-й ст.) и удостоен чина статского советника.
Скончался 23 апреля 1911 года[по какому календарю?]. Был похоронен в Благовещенском монастыре.